# Skeda församling

Skeda församling vapen

Skeda församling är en församling i Linköpings stift inom Svenska kyrkan. Församlingen ingår i Slaka-Nykils pastorat och ligger i Linköpings kommun i Östergötlands län.
Församlingskyrka är Skeda kyrka.

## Administrativ historik
Församlingen har medeltida ursprung.
Församlingen utgjorde till 1 maj 1922 ett eget pastorat för att därefter vara moderförsamling i pastoratet Skeda och Slaka. 2014 utökades pastoratet med Ulrika och Nykil-Gammalkils församlingar. Det kallas sedan dess Slaka-Nykils pastorat.

### Pastorat
Pastoratet var under medeltiden ett kapitelprebende. Mellan 1545 och 1550 var pastoratet prebende åt rektorn i Linköping, mellan 1596 och 1610 prebende åt poenitentiarius publicus i Linköping, från 20 januari 1628 lektorsprebende till Linköpings gymnasium, vilket upphörde 20 mars 1858.

## Kyrkoherdar
Lista över kyrkoherdar i Skeda. Prästbostaden låg vid Skeda kyrka.
| Ämbetstid | Namn                       | Levnadstid | Övrigt                                                   |
| --------- | -------------------------- | ---------- | -------------------------------------------------------- |
| 1352      | Johannes Puka              |            | Curatus.                                                 |
| 1370–1373 | Thordo Johannis            | –1405      | Senare domprost i Linköpings församling.                 |
| 1522      | Laurentius Petri           |            | Senare kanik i Linköping.                                |
| 1545-1550 | Petrus Follingius          | –1565      |                                                          |
| 1556      | Claudius                   |            |                                                          |
| 1569      | Olaus                      |            |                                                          |
| 1585-1595 | Bothvidus                  | -1595      | Kontraktsprost.                                          |
| 1596-1603 | Ambrosius Bartholdi        | 1560-1603  |                                                          |
| 1603-1610 | Sylvester Phrygius         | 1572-1628  |                                                          |
| 1610–1627 | Amundus Svenonis           | 1571–1641  | Senare kyrkoherde i Klockrike församling.                |
| 1628-1634 | Daniel Laurentii           | 1586-1640  | Senare kyrkoherde i Vadstena församling.                 |
| 1634-1656 | Benedictus Figrelius       | 1600-1689  | Senare domprost i Linköpings församling.                 |
| 1657–1659 | Laurentius Laurinus        | 1613–1672  | Senare kyrkoherde i S:t Laurentii församling.            |
| 1660-1673 | Ericus Löfgren             | 1626-1688  | Senare kyrkoherde i Vadstena församling.                 |
| 1673-1681 | Petrus Löfgren             | 1627-1691  | Senare domprost i Linköpings församling.                 |
| 1681-1691 | Olavus Wong                | 1634-1694  | Senare domprost i Linköpings församling.                 |
| 1692-1693 | Petrus Broms               | 1641-1693  | Även andre teologi lektor i Linköping.                   |
| 1693-1695 | Olavus Langelius           | 1648-1716  | Senare domprost i Linköpings församling.                 |
| 1695-1700 | Andreas Simonsson          | 1659–1714  | Senare kyrkoherde i Östra Husby församling.              |
| 1702-1714 | Arvid Borænius             | 1657-1721  | Senare kyrkoherde i Vreta klosters församling.           |
| 1714-1723 | Carl Laurbecchius          | 1677-1723  | Även förste teologi lektor i Linköping.                  |
| 1724-1742 | Botvid Rising              | 1676-1742  | Även förste teologi lektor i Linköping.                  |
| 1742-1769 | Johan Sparschuch           | 1699-1781  | Senare domprost i Linköpings församling.                 |
| 1771-1790 | Johan Törner               | 1712-1790  | Även förste teologi lektor i Linköping.                  |
| 1791-1799 | Johan Busser               | 1729–1799  | Även förste teologi lektor i Linköping.                  |
| 1800-1804 | Joannes Hesselgren         | 1755–1804  | Även förste teologi lektor i Linköping.                  |
| 1804-1823 | Johan Ramstedt             | 1768–1823  | Även förste teologi lektor i Linköping.                  |
| 1824-1833 | Isak Herman Kinnander      | 1786-1876  | Senare kyrkoherde i Vadstena församling.                 |
| 1834-1836 | Fabian Wilhelm af Ekenstam | 1786–1868  | Även filosofie lektor i Linköping.                       |
| 1837-1845 | Anders Arvid Arvedson      | 1794–1866  | Senare kyrkoherde i Risinge församling.                  |
| 1846-1856 | Anders Fredrik Sondén      | 1807-1885  | Senare kyrkoherde i Kvillinge församling.                |
| 1857-1858 | Carl Magnus Fallenius      | 1815-1879  | Även teologie lektor i Linköping.                        |
| 1862-1892 | Nils Johan Siegbahn        | 1807-1892  |                                                          |
| 1892-1921 | Oskar Nordlander           | 1846-1924  |                                                          |
| 1922–1929 | David Glimborg             | 1889–1968  | Senare kyrkoherde i Norrköpings S:t Johannes församling. |
| 1931–1955 | Martin Nordmark            | 1895–1968  |                                                          |
| 1962–1965 | Bengt Aurelius             | 1902–1994  |                                                          |
| 1972–1978 | Sture Nilsson              | 1919–      |                                                          |
| 1980–1992 | Margareta Stiernstedt      | 1949–      |                                                          |

### Komministrar
Lista över komministrar i Skeda. Tjänsten vakanssattes 9 september 1904 och föreslogs dras in 1 maj 1919.
| Ämbetstid | Namn                              | Levnadstid | Övrigt                                                      |
| --------- | --------------------------------- | ---------- | ----------------------------------------------------------- |
| 1592–1607 | Olaus Johannis Elfsburgius        | 1565–1652  | Senare kyrkoherde i Kimstads församling.                    |
| 1607-1610 | Amundus Svenonis                  | 1571–1641  | Även vice pastor. Senare kyrkoherde i Klockrike församling. |
| 1624      | Magnus Jonae                      |            | Senare kyrkoherde i Marbäcks församling.                    |
| 1640–1656 | Ericus Olavi Podolinus            | 1605–1682  | Senare kyrkoherde i Frinnaryds församling.                  |
| 1656      | Jonas Andreae Gudhemius           |            | Senare hospitalspredikant i Linköpings församling.          |
| 1660      | Petrus Hemmingi Fagrelius         |            | Senare domkyrkosyssloman i Linköpings församling.           |
| 1674-1694 | Jonas Petri Semenius              |            | Senare kyrkoherde i Mörlunda församling.                    |
| 1694      | Benedictus Sandelius              |            | Senare hospitalspredikant i Norrköping.                     |
| 1694-1712 | Johannes Arosius                  | 1665–1724  | Senare kyrkoherde i Regna församling.                       |
| 1712-1719 | Pehr Melander                     | 1678-1719  |                                                             |
| 1719-1730 | Germund Askelöf                   | 1691–1732  | Senare kyrkoherde i Kimstads församling.                    |
| 1730-1742 | Carl Collin                       | 1702–1748  | Senare kyrkoherde i Hovs församling.                        |
| 1742-1743 | Anders Björling                   | 1708-1743  |                                                             |
| 1745-1769 | Magnus Bodling                    | 1712–1788  | Senare kyrkoherde i Östra Skrukeby församling.              |
| 1770-1792 | Anders Lithun                     | 1730-1792  |                                                             |
| 1792-1808 | Olof Fornander                    | 1756-1808  |                                                             |
| 1809-1816 | Nils Lorentz Meurling             |            | Senare kyrkoherde i Västra Husby församling.                |
| 1816-1822 | Carl Behm                         |            | Senare kyrkoherde i Norra Vi församling.                    |
| 1823-1834 | Magnus Båmi                       | 1780–1843  | Senare kyrkoherde i Västra Hargs församling.                |
| 1835-1861 | Johan Wiberg                      | 1788-1861  |                                                             |
| 1862-1886 | Carl Gustaf Egnell                | 1800-1880  |                                                             |
| 1881-1892 | Oskar Nikolaus Sigfrid Nordlander | 1846-      | Senare kyrkoherde i församlingen.                           |
| 1893-1903 | Kristofer Jakob Sahlin            |            | Senare kyrkoherde i Fornåsa församling.                     |

## Klockare och organister
| Ämbetstid  | Namn                        | Levnadstid | Övrigt                            |
| ---------- | --------------------------- | ---------- | --------------------------------- |
| 1600-talet | Anders Börjesson            |            | Organist                          |
| 1666       | Nicolaus Magni              |            | Organist                          |
| –1704      | Nils Jacobsson              | –1704      | Organist                          |
|            | Oluf Larsson                |            | Klockare                          |
| 1706–1709  | Daniel Persson              | –1709      | Klockare                          |
| 1705-1718  | Petter Bolm                 | 1670–      | Organist, även klockare från 1707 |
| 1721-1732  | Petter Svensson             |            | Organist och klockare             |
| 1733       | Pehr Månsson                |            | Klockare                          |
| 1733-1735  | Anders Hansson              | 1713–1775  | Klockare                          |
| 1733-1745  | Carl Kindberg               | 1701-1745  | Organist och klockare             |
| 1745-1788  | Carl Carlsson Ljungberg     | 1714-      | Organist och klockare             |
| 1783-1820  | Johan Sandbom               | 1745-1824  | Organist och klockare             |
| 1820-1831  | Johan Rydvall               | 1799-1883  | Organist och klockare             |
| 1831-1872  | Sven Petter Pettersson      | 1805-1872  | Organist, klockare och skollärare |
| 1874-1891  | Johan August Wallén         | 1844-1891  | Organist                          |
| 1891-1930  | Jöns Peter Jönsson Lamberth | 1862-      | Organist                          |
| 1930–1940  | Alvar Johnsson              |            | Vikarierande organist             |
| 1940–1960  | Ivan Bjäler                 | 1906–      |                                   |